# Elesbão Veloso (ort)
Elesbão Veloso är en ort i Brasilien.   Den ligger i kommunen Elesbão Veloso och delstaten Piauí, i den östra delen av landet, 1 200 km nordost om huvudstaden Brasília. Elesbão Veloso ligger 196 meter över havet och antalet invånare är 10 430.
Terrängen runt Elesbão Veloso är huvudsakligen platt, men västerut är den kuperad. Runt Elesbão Veloso är det glesbefolkat, med 11 invånare per kvadratkilometer.. Det finns inga andra samhällen i närheten.
Omgivningarna runt Elesbão Veloso är huvudsakligen savann.